# Microtus pennsylvanicus
Microtus pennsylvanicus är en däggdjursart som först beskrevs av George Ord 1815.  Microtus pennsylvanicus ingår i släktet åkersorkar och familjen hamsterartade gnagare. IUCN kategoriserar arten globalt som livskraftig.

## Utseende
Microtus pennsylvanicus blir med svans 128 till 195 mm lång och svansen utgör cirka 40 procent av hela längden. Vikten varierar mellan 33 och 65 g.
Denna åkersork har brun päls på ovansidan och silvergrå päls vid buken. De små öronen är avrundande och delvis gömda i pälsen. Microtus pennsylvanicus skiljer sig i avvikande detaljer av tandemaljen från Microtus pinetorum och från andra amerikanska åkersorkar.

## Utbredning och habitat
Arten förekommer från Alaska och Kanada (vanligen söder om regionen med permafrost) till centrala respektive sydöstra USA. Små avskilda populationer hittas i södra USA och i norra Mexiko. Microtus pennsylvanicus lever i flera olika habitat som finns i utbredningsområdet, däribland gräsmarker, torr ödemark med lite växtlighet, träskmarker med buskar och träd, odlade områden och landskap nära sjöar som liknar marskland (i Florida även saltängar). Åkersorken behöver ett humusskikt eller annan lös jord.

## Ekologi
Individerna gräver komplexa tunnelsystem och de vilar ibland i bon av gräs som placeras på marken eller i jordhålor. De kan vara aktiva på dagen och på natten och de håller ingen vinterdvala. Microtus pennsylvanicus äter olika växtdelar som gräs, rötter och frön.
Honor kan bli brunstiga under alla årstider men de flesta ungar föds mellan april och oktober. Dräktigheten varar cirka 21 dagar och sedan föds 1 till 9 ungar, oftast 4 eller 5. Beroende på utbredning har honor 5 till 10 kullar per år. Ungarna diar sin mor ungefär två veckor och de blir könsmogna efter en månad. I naturen blir Microtus pennsylvanicus sällan äldre än ett år. Individer i fångenskap blev upp till fem år gamla.

## Artens plats i ekosystemet
Denna åkersork jagas av många olika rovlevande djur. I områden där även myrlämlar (Synaptomys) lever, blir myrlämlarna undanträngda när åkersorkens bestånd ökar.
Vid beståndsökningar betraktas arten som skadedjur på odlade växter som grönsaker eller fruktträd (när den gnager på barken).

## Underarter
Arten delas enligt Catalogue of Life i följande underarter:
- M. p. pennsylvanicus
- M. p. dukecampbelli
- M. p. chihuahuensis

Wilson & Reeder (2005) listar däremot inga underarter.

## Bildgalleri

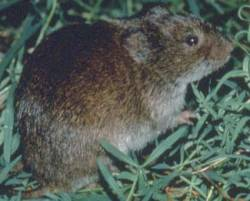
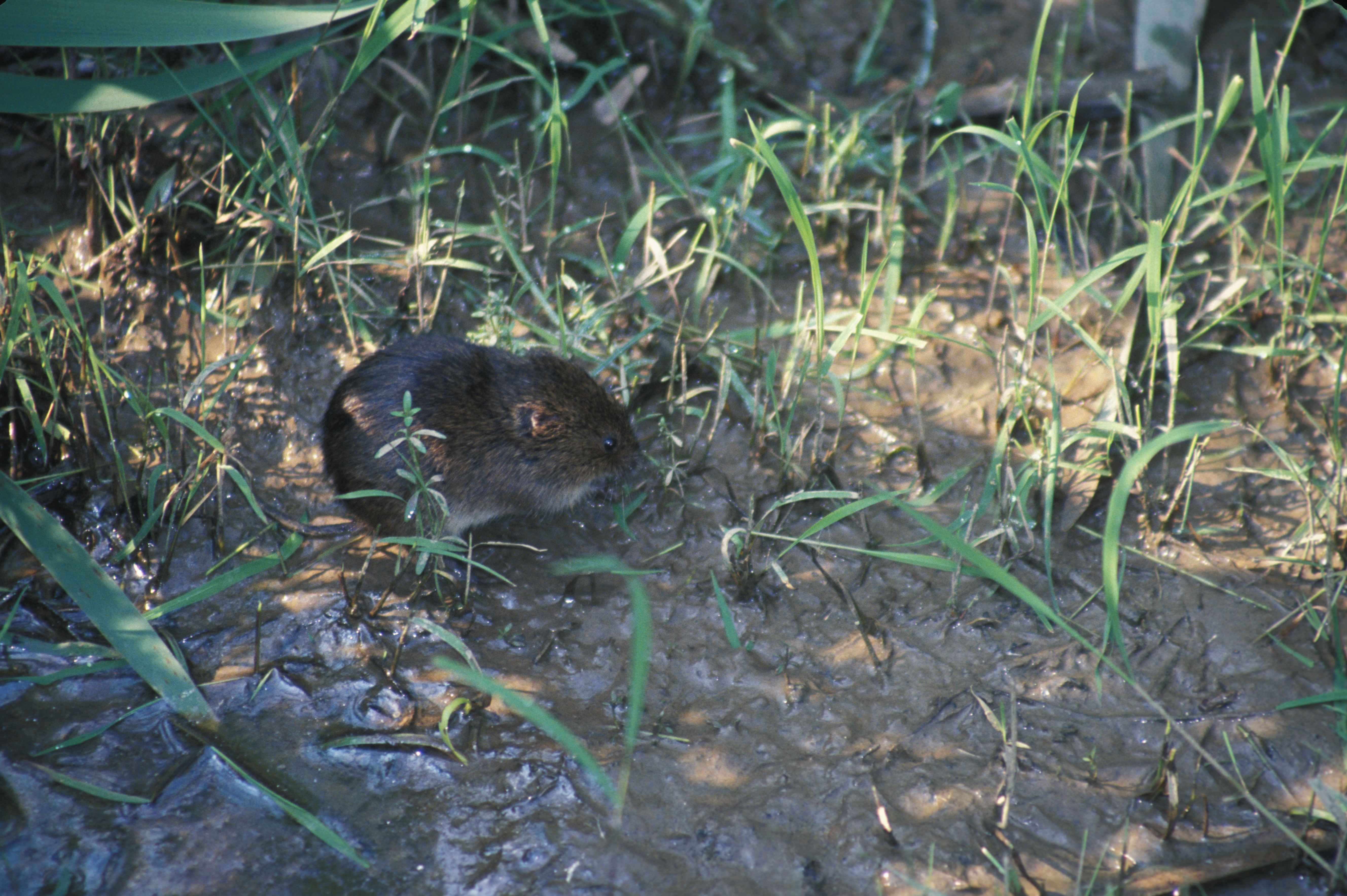
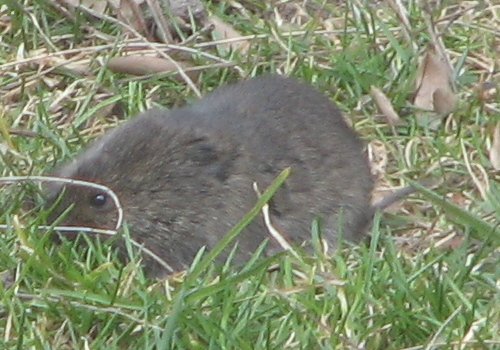
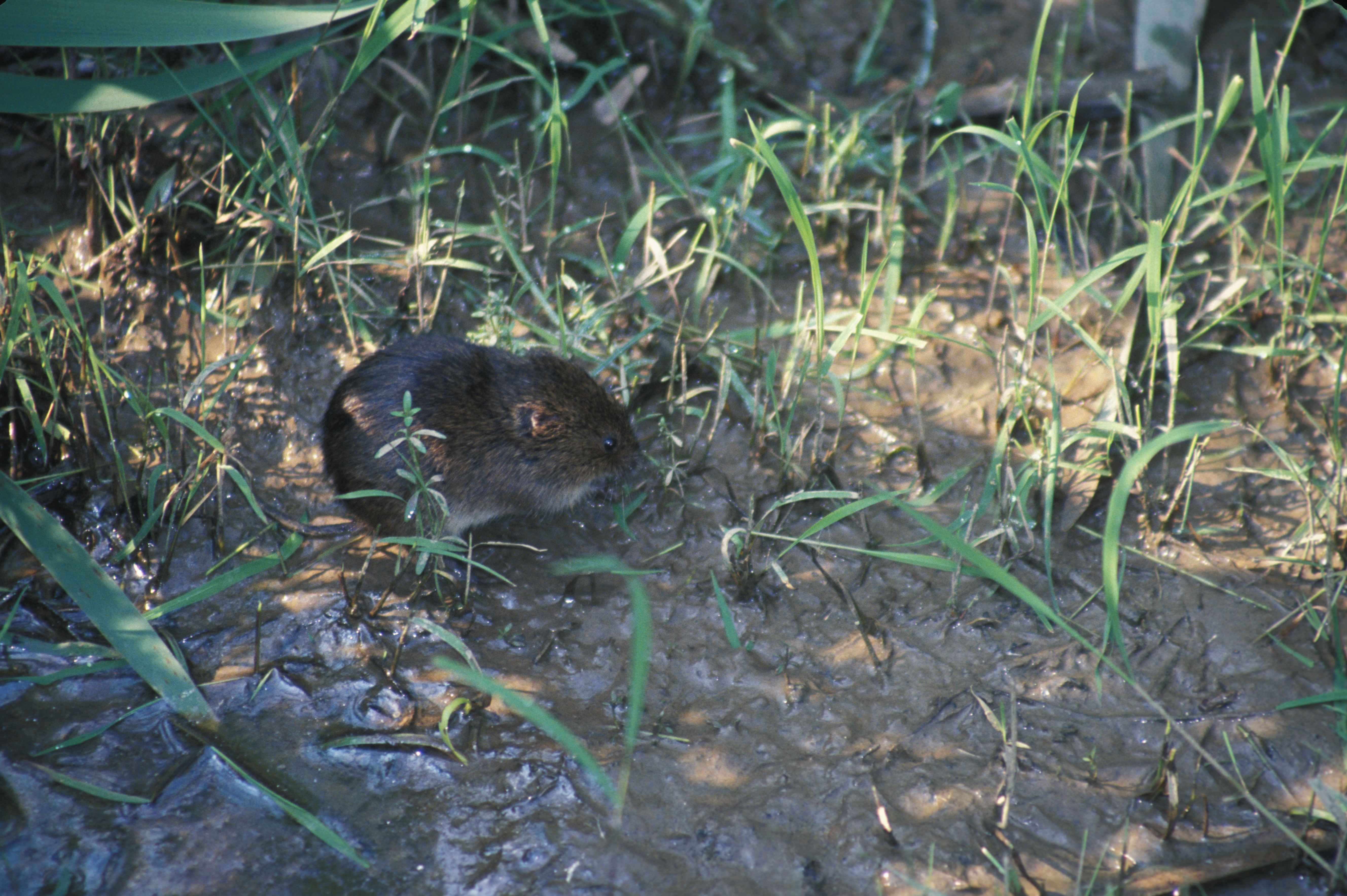
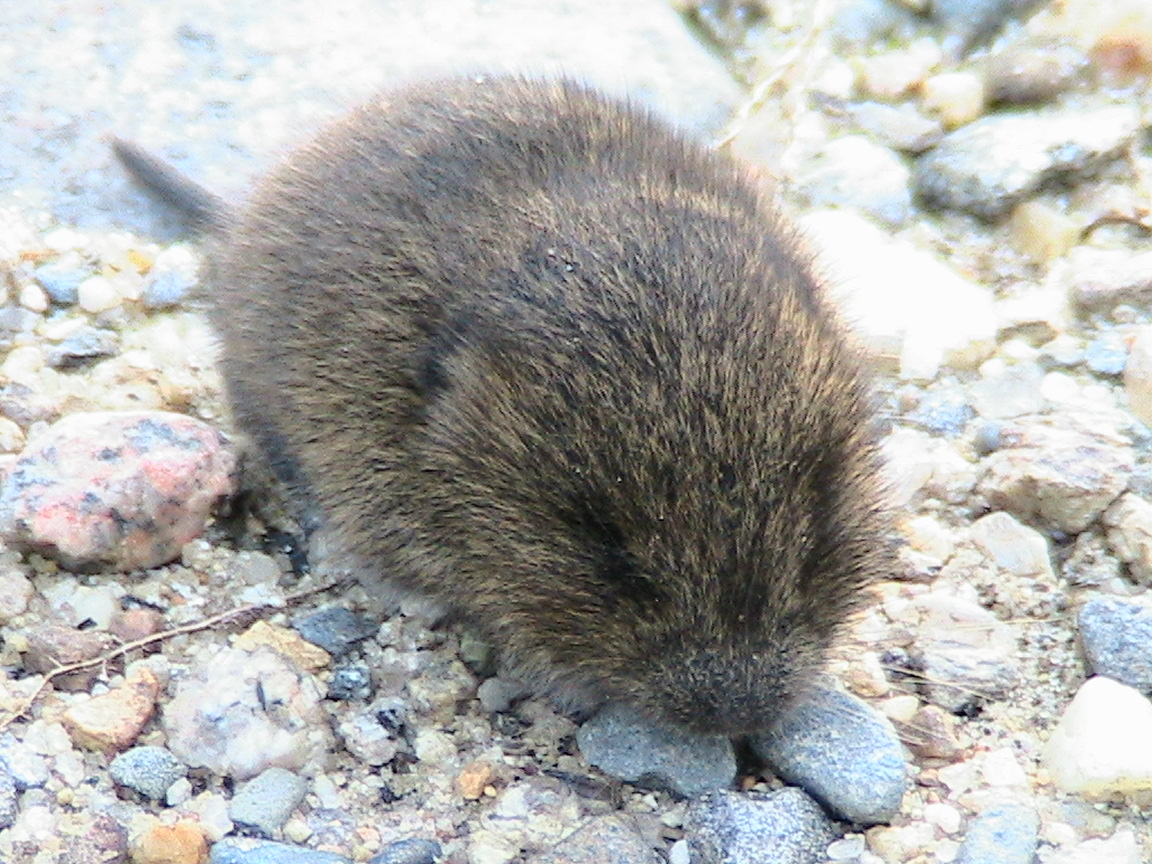